# WTA Swiss Open 1985
Lo WTA Swiss Open 1985 è stato un torneo di tennis giocato sulla terra rossa. È stata la 14ª edizione del torneo, che fa parte del Virginia Slims World Championship Series 1985. Si è giocato al Drizia-Miremont Tennis Club di Lugano in Svizzera, dal 20 al 26 maggio 1985.

## Campionesse

### Singolare
Bonnie Gadusek ha battuto in finale  Manuela Maleeva con il punteggio di 6–2, 6–2.

### Doppio
Bonnie Gadusek /  Helena Suková hanno battuto in finale  Bettina Bunge /  Eva Pfaff con il punteggio di 6–2, 6–4.